# SOCKS
SOCKS (een afkorting voor "SOCKet Secure") is een Internetprotocol dat het mogelijk maakt voor client-serverapplicaties om transparant gebruik te maken van de diensten van een netwerk-firewall.
Clients achter een firewall die toegang tot externe servers nodig hebben, kunnen dit via een SOCKS-proxyserver doen. Een dergelijke proxyserver bepaalt of een gebruiker toegang krijgt tot een externe server, en geeft de requests door aan die server. SOCKS kan ook in tegenovergestelde manier gebruikt worden: toegang bieden aan gebruikers buiten een firewall ("externe clients") tot interne servers, binnen de firewall.
Het protocol is in eerste instantie ontwikkeld door David Koblas, een systeemadministrator van MIPS Computer Systems. Nadat MIPS overgenomen was door Silicon Graphics in 1992 publiceerde Koblas een beschrijving van SOCKS tijdens het USENIX Security Symposium van dat jaar en werd SOCKS vrij beschikbaar. Het protocol is verder ontwikkeld tot versie 4 door Ying-Da Lee van NEC. SOCKS fungeert op laag 5 van het OSI-model - de Sessielaag (de laag tussen de Presentatielaag en de Transportlaag).

## SOCKS 5-protocol
Het SOCKS 5-protocol is een uitbreiding op het SOCKS 4-protocol, met meer mogelijkheden voor authenticatie, zoals gedefinieerd in RFC 1928. De authenticatiemethoden zijn:
- No authentication
- GSSAPI
- Username/Password
- methode toegewezen door IANA
- methode gereserveerd voor privégebruik